# ツバメシジミ
ツバメシジミ（燕小灰蝶、学名 Everes argiades）は、シジミチョウ科に属するチョウの一種。名前の由来は後翅にある尾状突起にちなんでいる。

## 分布
ユーラシアの温帯に広く分布する。日本ではC. a. hellotia亜種が北海道から九州にかけて分布する。北海道にはC. a. seitzi亜種も生息している可能性がある。

## 形態
前翅長は9-19mm。翅の表面はオスが青紫色、メスが黒色で、裏面は灰色がかった白色で、後翅には橙色の紋を持つ。

## 生態
平地の草原や公園などで見られる。幼虫で越冬し、年4-5回発生。成虫は3-10月にかけて観察できる。
幼虫の草食はシロツメクサやカラスノエンドウなどのマメ科の植物である。

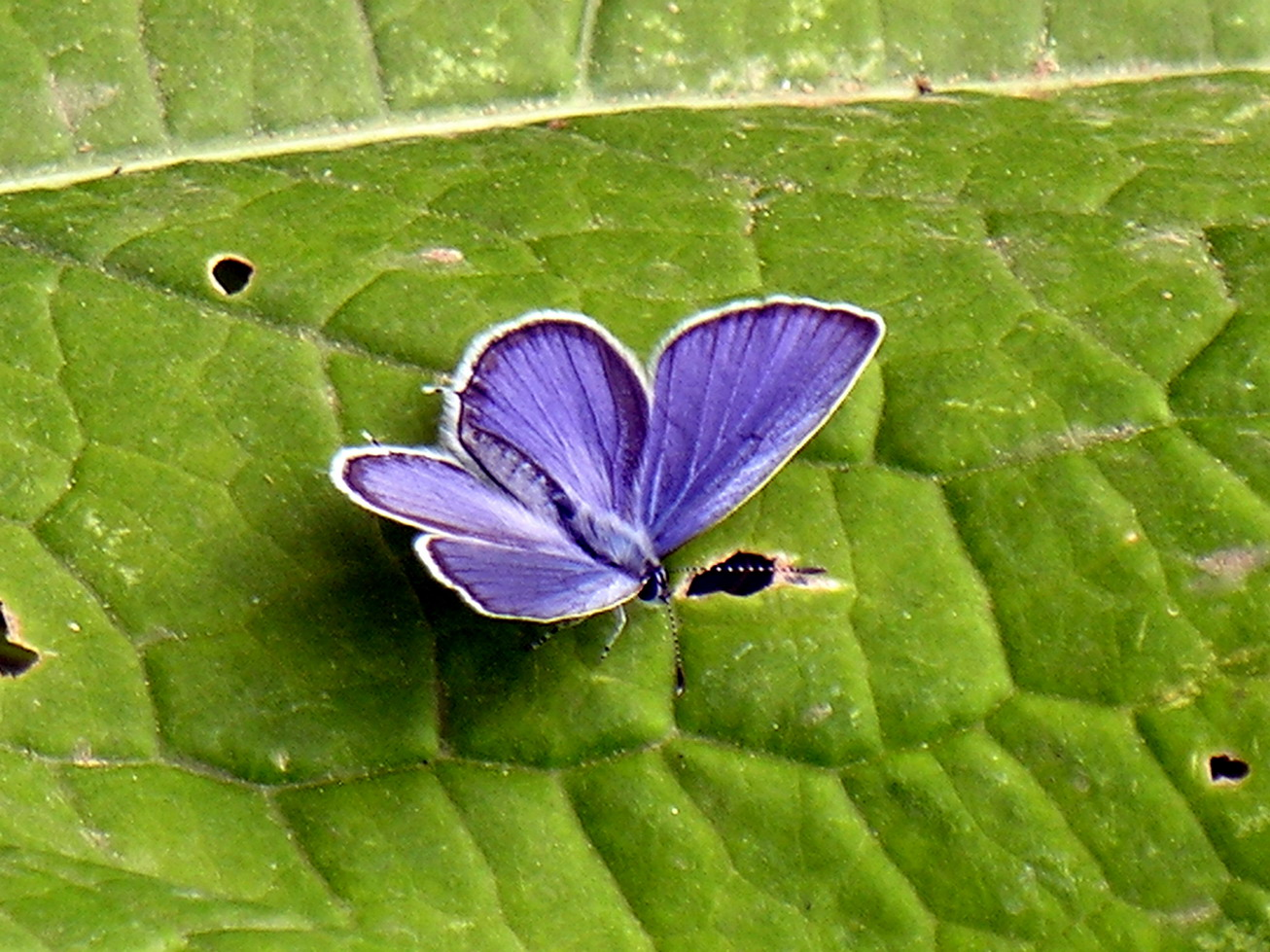
雄（リトアニア産）
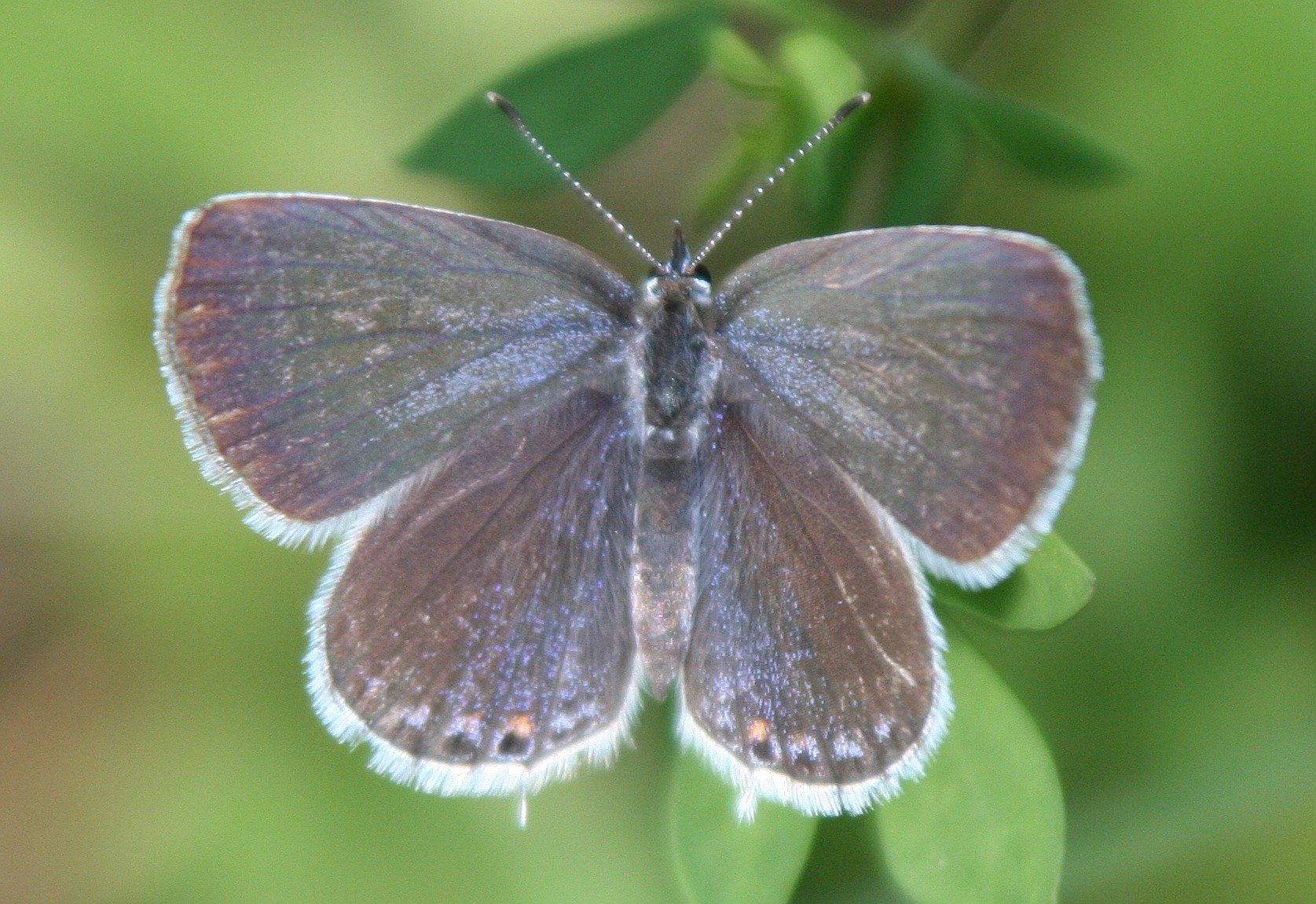
雌（ドイツ、ヴァインスベルク産）